# Gaozhou
Gaozhou is een arrondissementstad in de Kantonese stadsprefectuur Maoming.

## Geografie
De rivier Jian Jiang stroomt door Gaozhou. De gemiddelde temperatuur in een jaar is 22,8℃. Het noordwesten van Gaozhou grenst aan Guangxi. Gaozhou heeft een oppervlakte van 3.276 km² en telt ongeveer 1,58 miljoen inwoners. Waarvan de meeste een Kantonees dialect, Hakka dialect of het Leizhouhua als moedertaal hebben. 
Belangrijke grondstoffen in het gebied zijn: goud, aluminium, zilver, zink, ijzer, kaoliniet, gabbro, kalksteen, talk, fosfor, steenkool, agaat, kristal etc. 
Gaozhou bevat het meeste kaoliniet van heel China. In Gaozhou leven veel witsnorpalmrollers, bergzwijnen, schubdieren en verschillende soorten schildpadden. 
Landbouwproducten die veel worden geëxporteerd zijn: lychees (FCS), longans en bananen.

## Geboren in Gaozhou of Gaozhou hebben alsjiaxiang
- Feng Ang
- Gao Lishi
- Ding Ying
- Linda Chung Ka-Yan